# Girondelle
Girondelle település Franciaországban, Ardennes megyében. Lakosainak száma 157 fő (2022. január 1.). Girondelle Auvillers-les-Forges, Champlin, Estrebay, Éteignières, Flaignes-Havys és Maubert-Fontaine községekkel határos.

## Népesség
A település népességének változása:
| Lakosok száma | 90   | 151  | 127  | 145  | 147  | 147  | 153  | 162  | 165  | 157  |
|               | 1968 | 1982 | 1990 | 2006 | 2013 | 2015 | 2017 | 2019 | 2020 | 2022 |